# Familia real británica

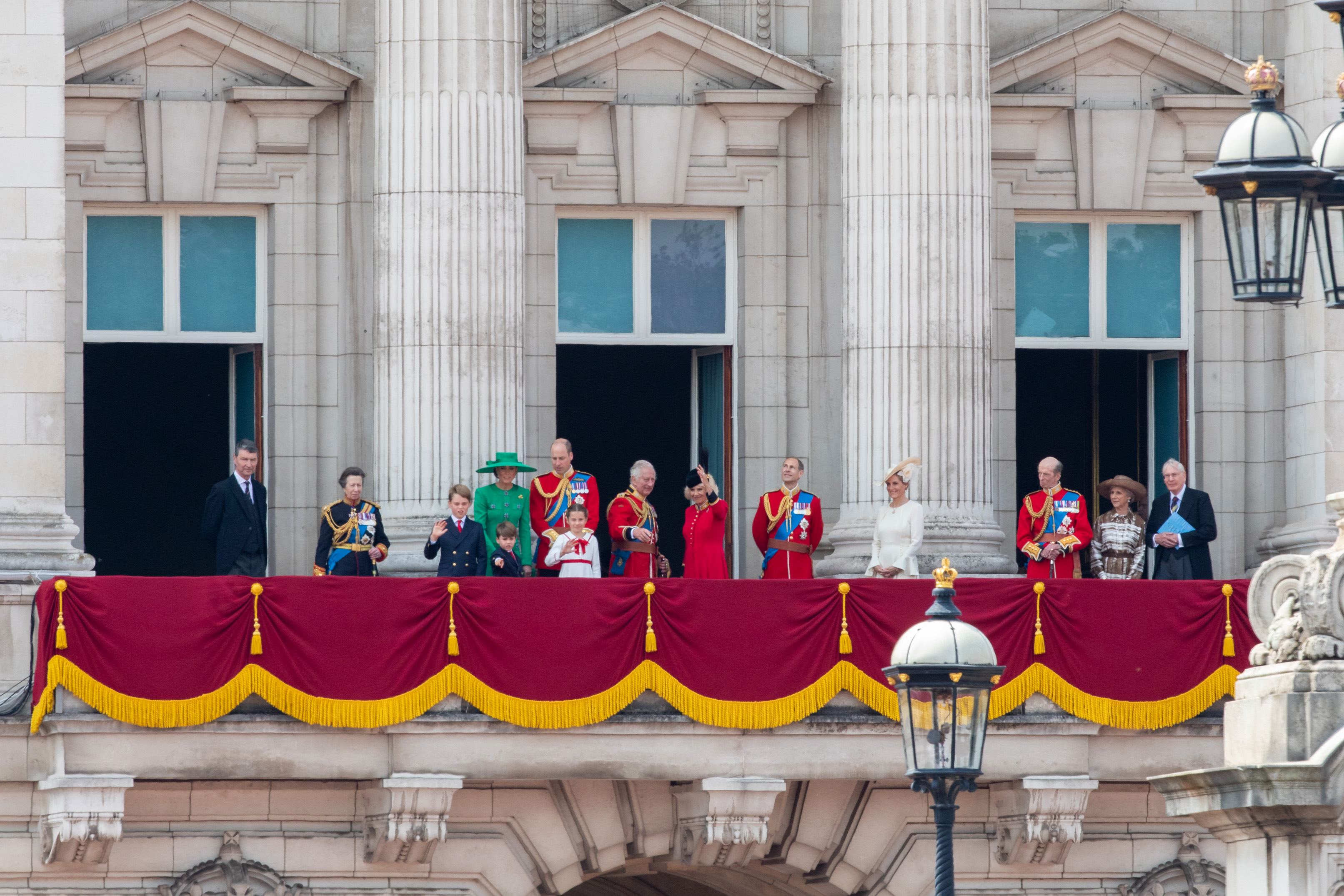
Miembros de la familia real británica saludando en el balcón del Palacio de Buckingham en 2023.

La familia real británica (Casa de Windsor) son los parientes directos del monarca del Reino Unido y son conocidos por la apelación «la familia real». Aunque no hay una definición legal estricta o formal de quién es o no miembro de la familia real incluyendo las diferentes listas a diferentes personas, aquellos que llevan el tratamiento de majestad o de alteza real son generalmente considerados miembros.

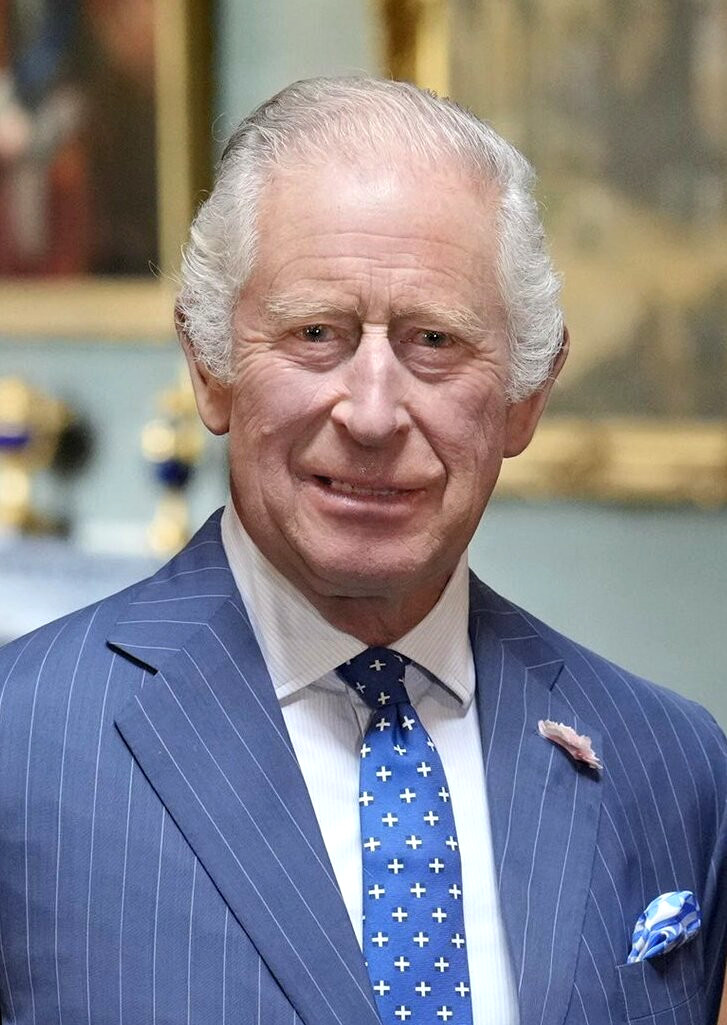
Carlos III es el actual jefe de la familia real británica.

## Descripción
En términos generales se consideran miembros de la familia real británica:
- El monarca (el rey o la reina).
- El consorte del monarca (su cónyuge).
- Los consortes viudos de los anteriores monarcas.
- Los hijos varones del actual monarca y sus consortes.
- Los hijos varones de algún monarca anterior y sus consortes.
- Las hijas del actual monarca.
- Las hijas de algún anterior monarca.
- Los nietos (varones y mujeres) del monarca por vía paterna, y sus cónyuges.
- Los nietos (varones y mujeres) de algún monarca anterior por vía paterna, y sus cónyuges.
- Los bisnietos del monarca que sean descendientes del hijo mayor del príncipe de Gales.

## Miembros actuales
El concepto de Familia Real en el Reino Unido resulta ambiguo, y sus especificaciones pueden variar en gran forma dependiendo de la fuente que se consulte. 
Según el Sovereign Grant Report (2023-24) «Su majestad la reina y la extensa Familia Real apoyan al soberano particularmente en pos de su rol como jefe de la Nación», sin embargo no todos los familiares del rey toman parte en determinados actos oficiales, por lo que se distingue entre miembros activos de la Familia Real (Working Royals). Esta categoría incluye:
- El rey Carlos III (monarca).
- La reina Camila (consorte del monarca).
- El príncipe Guillermo, príncipe de Gales, y Catalina, princesa de Gales (hijo mayor y nuera del monarca).
- El príncipe Eduardo, duque de Edimburgo y Sofía, duquesa de Edimburgo (hermano y cuñada del monarca).
- La princesa real (hermana del monarca).
- El príncipe Eduardo, duque de Kent (tío segundo del monarca).
- El príncipe Ricardo, duque de Gloucester y Brígida, duquesa de Gloucester (tío segundo del monarca y su cónyuge).
- La princesa Alejandra, honorable lady Ogilvy (tía segunda del monarca).

Los consejeros de Estado, a cargo de sustituir al monarca en sus deberes soberanos en casos de incapacidad, actualmente son: la reina, el príncipe de Gales, el duque de Edimburgo, la princesa real, el príncipe Enrique, duque de Sussex (hijo menor del monarca), el príncipe Andrés, duque de York (hermano del monarca) y la princesa Beatriz, Sra. Edoardo Mapelli Mozzi (sobrina del monarca).
En contraposición se encuentran los familiares que no representan oficialmente a la monarquía, pero que son frecuentemente mencionados en varias listas. Si se tiene en cuenta la lista decretada por la  Oficina del Lord Chambelán en cuánto a la portación de iconografía real -tal como emblemas, escudos de armas y bustos reales- a discreción del rey, la composición de la Familia Real incluiría, además de los miembros ya mencionados, a:
- El príncipe Jorge de Gales (hijo de los príncipes de Gales).
- La princesa Carlota de Gales (hija de los príncipes de Gales).
- El príncipe Luis de Gales (hijo de los príncipes de Gales).
- Megan, duquesa de Sussex (cónyuge del duque de Sussex) e hijos;
  - El príncipe Archie de Sussex.
  - La princesa Lilibet de Sussex.
- Edoardo Mapelli Mozzi (cónyuge de la princesa Beatriz) e hijas;
  - Sienna Mapelli Mozzi.
  - Athena Mapelli Mozzi.
- La princesa Eugenia, Sra. Jack Brooksbank y Jack Brooksbank (sobrina del monarca y su cónyuge) e hijos;
  - August Brooksbank.
  - Ernest Brooksbank.
- Jacobo, conde de Wessex  (hijo de los duques de Edimburgo).
- Lady Luisa Mountbatten-Windsor (hija de los duques de Edimburgo).
- Vicealmirante sir Timothy Laurence (cónyuge de la princesa real).
- Peter Phillips (hijo de la princesa real y el capitán Mark Phillips) e hijas con Autumn Kelly (div. 2021);
  - Savannah Phillips.
  - Isla Phillips.
- Zara Tindall y Mike Tindall (hija y yerno de la princesa real y el capitán Mark Phillips) e hijos;
  - Mia Tindall.
  - Lena Tindall.
  - Lucas Tindall.
- David, II conde de Snowdon (primo hermano del monarca) e hijos con Serena Armstrong-Jones;
  - Charles, vizconde Linley.
  - Lady Margarita Armstrong-Jones.
- Lady Sarah Chatto y Daniel Chatto (prima hermana y primo político del monarca); e hijos;
  - Samuel Chatto.
  - Arthur Chatto.
- Catalina, duquesa de Kent (cónyuge del duque de Kent).
- El príncipe Miguel de Kent y María Cristina, la princesa Miguel de Kent (tío segundo del monarca y su cónyuge).

Concretamente la recién citada lista no pretende ser una fuente fija en cuanto al término familia real, pues su enfoque está en el legítimo uso mediatizado de las imágenes históricas de la realeza y no en listar a cada uno de los miembros reales. 
Si se tiene en consideración la disposición de asistentes reales divulgada al público en ocasión de la boda del príncipe Guillermo y Catherine Middleton, y las entradas familiares de la circular de la Corte, la lista añadiría a hijos y nietos de los ya mencionados tíos en segundo grado del actual monarca, primos hermanos de Isabel II. Siendo incorporados los siguientes:
- George Windsor, conde de St. Andrews y Sylvana Tomaselli, condesa de St. Andrews (hijo y nuera de los duques de Kent) e hijos;
  - Edward Windsor, lord Downpatrick.
  - Lady Marina Windsor.
  - Lady Amelia Windsor.
- Lady Helen y Timothy Taylor (hija y yerno de los duques de Kent) e hijos;
  - Columbus Taylor.
  - Cassius Taylor.
  - Eloise Taylor.
  - Estella Taylor.
- Lord Nicholas Windsor y Paola, Lady Nicholas Windsor[7] (hijo y nuera de los duques de Kent) e hijos; 
  - Albert Windsor.[8]
  - Leopold Windsor.
  - Louis Windsor.
- Alexander Windsor, conde de Úlster y Claire Booth, condesa de Úlster (hijo y nuera de los duques de Gloucester) e hijos;
  - Xan, barón Culloden.
  - Lady Cosima Windsor.
- Lady Davina Windsor (hija y yerno de los duques de Gloucester) e hijos con Gary Lewis[9] (div. 2018);
  - Senna Lewis.
  - Tāne Lewis.
- Lady Rose y George Gilman (hija y yerno de los duques de Gloucester) e hijos;
  - Lyla Gilman
  - Rufus Gilman.
- Lord Frederick Windsor y Sophie, Lady Frederick Windsor (hijo y nuera de los príncipes Miguel de Kent) e hijas; 
  - Maud Windsor.
  - Isabella Windsor.
- Lady Gabriella Kingston (hija de los príncipes Miguel de Kent), viuda de Thomas Kingston.
- James y Julia Ogilvy (hijo y nuera de la princesa Alejandra) e hijos;
  - Flora Vesterberg y su cónyuge Timothy Vesterberg.
  - Alexander Ogilvy.
- Marina Ogilvy (hija de la princesa Alejandra) e hijos con Paul Mowatt (div. 1997);
  - Zenouska Mowatt.
  - Christian Mowatt.

En los años de reinado de Isabel II una lista recopilando a los miembros de su familia era difundida entre sus más allegados dentro de la Corte, sin ninguna validez legal. Para 1990, 35 individuos eran mencionados.